# Hanover (region Jamajki)
Hanover – jeden z 14 regionów Jamajki. Znajduje się na północno-zachodnim krańcu wyspy, oprócz Kingston jest najmniejszym regionem.